# Wallace Craig
Wallace Craig (Toronto, 20 luglio 1876 – Woods Hole, 25 aprile 1954) è stato uno zoologo statunitense, ritenuto tra i precursori dell'etologia classica.
In particolare introdusse la distinzione tra le due fasi, appetitiva e consumatoria, del comportamento animale. Ad una prima fase - appetitiva - di ricerca attiva dello stimolo (ad esempio di ricerca di cibo) seguirebbe una seconda fase di "consumo" dello stimolo stesso. A differenza della prima fase di ricerca attiva dello stimolo (K Lorenz e N Tinbergen lo definiranno "stimolo chiave" o releaser), la seconda fase avverrebbe secondo un modulo di azione fisso, essenzialmente stereotipato (ad esempio, il modo in cui alcun predatori uccidono la preda o il particolare modo con il quale i bovini consumano l'erba).
Sarebbe proprio l'esposizione allo stimolo chiave (nell'esempio di prima, una volta che il predatore ha catturato la preda o il bovino ha raggiunto il pascolo) ad attivare il modulo fisso di azione, il comportamento istintivo che caratterizza la fase consumatoria.